# Жажда страсти
«Жажда страсти» — советский фильм 1991 года режиссёра Андрея Харитонова по рассказам Валерия Брюсова цикла «Земная ось».

## Сюжет
- По рассказам Валерия Брюсова цикла «Земная ось»: «В зеркале», «Мраморная головка», «Теперь, когда я проснулся» и другим.

Детектив с помощником и врачом ведёт расследование жестокого убийства супружеской пары, где женщина — Она — сама страсть, в раздвоении материализованная в своём воображении. Как оказывается, убийство совершил врач, поддавшийся воле своей пациентки и влюбившийся в неё.

## В ролях
- Анастасия Вертинская — Она
- Виктор Раков — врач
- Лембит Ульфсак — муж
- Игорь Костолевский — инспектор
- Владимир Шевельков — помощник инспектора
- Марина Яковлева — первая горничная
- Ирина Малышева — вторая горничная
- Ирина Отиева — певица
- Евгений Бахар — человек в чёрном
- Михаил Долгополов — человек в чёрном
- Илья Олейников — эпизод
- Алексей Нилов — эпизод

## Критика
Андрей Харитонов своим режиссёрским дебютом «Жажда страсти» доказал, что хочет и умеет ставить триллеры. Режиссёр точно и напряженно выстроил действие. История о зеркальном фантоме-двойнике, преследующем молодую аристократку, взятая из новеллы Валерия Брюсова, рассказана с экрана по всем правилам классического триллера а ля Хичкок. Зловещие паузы. Предчувствие ужасных событий. Холодная эротичность. Элегантность стиля. Все эти компоненты придают «Жажде страсти» необходимый жанровый имидж.— Александр Федоров

«Жажда страсти» — это, пожалуй, лучший фильм ужасов девяностых годов и, наверно после «Вия», второй самый страшный наш фильм. Хотя фильм Харитонова снят во многом в голливудской манере, в нем все же, несмотря на национальный колорит, без труда прочитываются цитаты из таких же подобных американских фильмов, но в нем много удивительных режиссерских находок, присущих именно нашему кино. Визуальный ряд и спецэффекты для того времени на удивление хороши, но главное достоинство фильма в том, что он держит в напряжении от начала и до конца и вполне выдерживает многократные пересмотры.— Александр Поздеев — Раздвоение — рецензия на мистический триллер «Жажда страсти» (1991 г.) // 9 июля 2017

## Фестивали и награды
- Специальный приз в конкурсе «Кино для избранных?» на кинофестивале «Кинотавр» (1991)
- Приз жюри в номинации «Дебют» на кинофестивале «Литература и кино» (1995)